# 尼子通久
尼子 通久（あまご みちひさ）は、戦国時代から安土桃山時代にかけての武将。尼子氏の家臣。

## 略歴
尼子誠久の六男とも尼子敬久の子ともされる。
家中を代表する鉄砲の名手だったという。主君尼子晴久の手で新宮党の尼子国久一族が殺害されたため、他国に逃亡。蜂須賀氏の家臣と成り鉄砲頭となる。
天正5年（1577年）、尼子勝久・山中幸盛らと共に尼子氏の再興を賭けて毛利氏と戦うが、天正6年（1578年）の上月城の戦いで敗北し降伏。反乱の首謀者の1人として勝久・氏久・神西元通と共に自刃した。
一説には通久は勝久の弟とされ、伯耆国へと落ち延び、通称を田子甚左衛門と称し、慶長9年（1604年）4月10日に48歳で死去したとされ、現在も伯耆に通久が尼子持久を供養する為に開基となって建立した正雲寺（曹洞宗）が残っている。(米子市史)
墓所は不明だが、位牌には祥雲院殿久旦圓通大居士と彫られている。